# لويس أهومادا
لويس أهومادا (بالإسبانية: Luis Ahumada)‏ هو لاعب كرة قدم مكسيكي في مركز الدفاع، ولد في 14 أكتوبر 1992 في سيوداد فيكتوريا في المكسيك. لعب مع نادي كواوتيتلان ‏.